# Мозжерин, Степан Фёдорович
Степан Фёдорович Мозжерин (1911—1945) — лейтенант Рабоче-крестьянской Красной Армии, участник Великой Отечественной войны, Герой Советского Союза (1945).

## Биография
Степан Мозжерин родился 28 декабря 1911 года в селе Шаблиш (ныне — Каслинский район Челябинской области). После окончания девяти классов школы переехал в Кировскую область, где работал председателем колхоза. В 1941 году Мозжерин был призван на службу в Рабоче-крестьянскую Красную Армию. С августа 1942 года — на фронтах Великой Отечественной войны. В 1943 году Мозжерин окончил курсы младших лейтенантов.
К январю 1945 года лейтенант Степан Мозжерин командовал взводом 996-го стрелкового полка 286-й стрелковой дивизии 59-й армии 1-го Украинского фронта. Отличился во время освобождения Польши. 16 января 1945 годам взвод Мозжерина освободил деревню Цилино-Пшеславска, уничтожив около 30 немецких солдат. 18 января взвод Мозжерина скрытно подобрался к деревне Сулашево и атаковал вражеские подразделения. В том бою Мозжерин лично уничтожил 21 немецкого солдата и офицера. 3 февраля 1945 года взвод Мозжерина переправился через Одер в районе посёлка Линденхе в 10 километрах к югу от Кендзежина и принял активное участие в боях за захват и удержание плацдарма на его западном берегу, отразив три немецкие контратаки. В одном из последующих боёв Мозжерин получил ранение, от которого скончался 15 февраля 1945 года. Похоронен в населённом пункте Клейнельс в Польше.
Указом Президиума Верховного Совета СССР от 10 апреля 1945 года за «образцовое выполнение боевых заданий командования на фронте борьбы с немецкими захватчиками и проявленные при этом мужество и героизм» лейтенант Степан Мозжерин посмертно был удостоен высокого звания Героя Советского Союза. Также был награждён орденами Ленина и Отечественной войны 2-й степени, рядом медалей.
В честь Мозжерина названа улица в городе Орлов Кировской области.